# Amy C. Driskell
Pour les articles homonymes, voir Driskell.
Amy C. Driskell est une ornithologue et taxinomiste américaine travaillant à l'université de Chicago, et spécialiste de l'avifaune australasienne, travaillant notamment sur les Meliphagidae.